# 维迭萨伽尔大桥
维迭萨伽尔大桥（孟加拉語： Biddoshagor Shetu）也被称为胡格利二号桥（孟加拉語： Ditio Hugli Shetu），是位于印度西孟加拉邦的一座斜拉桥，跨越胡格利河，连接加尔各答与豪拉。
大桥全长823米，是印度最长的斜拉桥。它是第二座跨越胡格利河的大桥，而第一座是位于该桥以北12公里的豪拉大桥（又名拉宾德拉大桥），建成于1943年。维迭萨伽尔大桥以教育改革家潘迪特·伊斯瓦尔·钱德拉·维迭萨伽尔的名字命名，投资38.8亿印度卢比建成。
大桥于1979年7月3日动工兴建，1992年10月10日正式交付胡格利河大桥管理局。 该项目在胡格利河大桥管理局的统一控制下，由公共和私人企业共同完成。 大桥现在的车流量约为30,000辆/日，大大低于其85,000辆/日的最大设计流量。